# Ист-Лейк-Лиллиан (тауншип, Миннесота)
Ист-Лейк-Лиллиан (англ. East Lake Lillian) — тауншип в округе Кандийохай, Миннесота, США. На 2000 год его население составило 225 человек.

## География
По данным Бюро переписи населения США площадь тауншипа составляет 92,9 км², из которых 87,1 км² занимает суша, а 5,8 км² — вода (6,27 %).

## Демография
По данным переписи населения 2000 года здесь находились 225 человек, 91 домохозяйство и 62 семьи. На территории тауншипа расположено 102 построек со средней плотностью 1,2 построек на один квадратный километр. Расовый состав населения: 100,00 % белых.
Из 91 домохозяйства в 31,9 % воспитывались дети до 18 лет, в 58,2 % проживали супружеские пары, в 4,4 % проживали незамужние женщины и в 30,8 % домохозяйств проживали несемейные люди. 23,1 % домохозяйств состояли из одного человека, при том 8,8 % из — одиноких пожилых людей старше 65 лет. Средний размер домохозяйства — 2,47, а семьи — 2,94 человека.
24,0 % населения — младше 18 лет, 6,2 % — в возрасте от 18 до 24 лет, 33,8 % — от 25 до 44, 20,0 % — от 45 до 64, и 16,0 % — старше 65 лет. Средний возраст — 38 лет. На каждые 100 женщин приходилось 112,3 мужчин. На каждые 100 женщин старше 18 приходилось 125,0 мужчин.
Средний годовой доход домохозяйства составлял 39 750 долларов и средний доход семьи был 46 250 долларов. Средний доход мужчин —  32 143  доллара, в то время как у женщин — 16 875. Доход на душу населения составил 17 621 доллар. За чертой бедности находились 8,3 % семей и 7,6 % всего населения тауншипа, из которых 8,1 % младше 18 и 10,3 % старше 65 лет.